# Ítalo Anderson
Ítalo Anderson Lopes Pinheiro Clarindo (Fortaleza, 13 de dezembro de 1993), conhecido como Ítalo Anderson, é um artista, poeta e gestor cultural brasileiro radicado em São Paulo, concorrente ao Prêmio Jabuti no ano de 2017.
Concluiu seus estudos no Colégio Farias Brito no ano de 2011. Em Fortaleza, frequentou cursos livres como o Laboratório de Linguagens Visuais, na Escola Pública de Artes Visuais da Vila das Artes e Oficina de Dramaturgia na Universidade Federal do Ceará, além do curso de graduação em Arquitetura e Urbanismo da Universidade de Fortaleza, porém o deixou quando se mudou para São Paulo, aos 19 anos.
Em 2012, participou do III ManiFesta! Festival das Artes, realizado no Centro Dragão do Mar de Arte e Cultura, em Fortaleza. 
Em 2014, publicou seu primeiro livro de poesia, Gaveta Aberta, pelo selo Futurarte de poesias contemporâneas (Multifoco) lançado no SESC de Piracicaba, São Paulo, parte da programação da Virada Cultural Paulista no interior do estado..
Em 2016, lançou o livro Pelo Ralo, durante a 24ª Bienal Internacional do Livro de São Paulo
Em 2017, concorre com o livro "Pelo Ralo" ao Prêmio Jabuti na categoria Poesia. No mesmo ano, passou a ser membro da The International Association of Art, IAA / AIAP, L’Association Internationale des Arts Plastiques-UNESCO e do Sindicato Nacional dos Artistas Plásticos. Além disso, tem o livro Gaveta Aberta traduzido para o Francês, com lançamento anunciado para 2018.
Em 2018, publicou o livro "Pássaros Pretos", lançado em outubro do ano seguinte na Casa das Rosas, em São Paulo.. A obra concorreu ao 61.º Prêmio Jabuti no ano de 2019..

## Livros publicados no Brasil

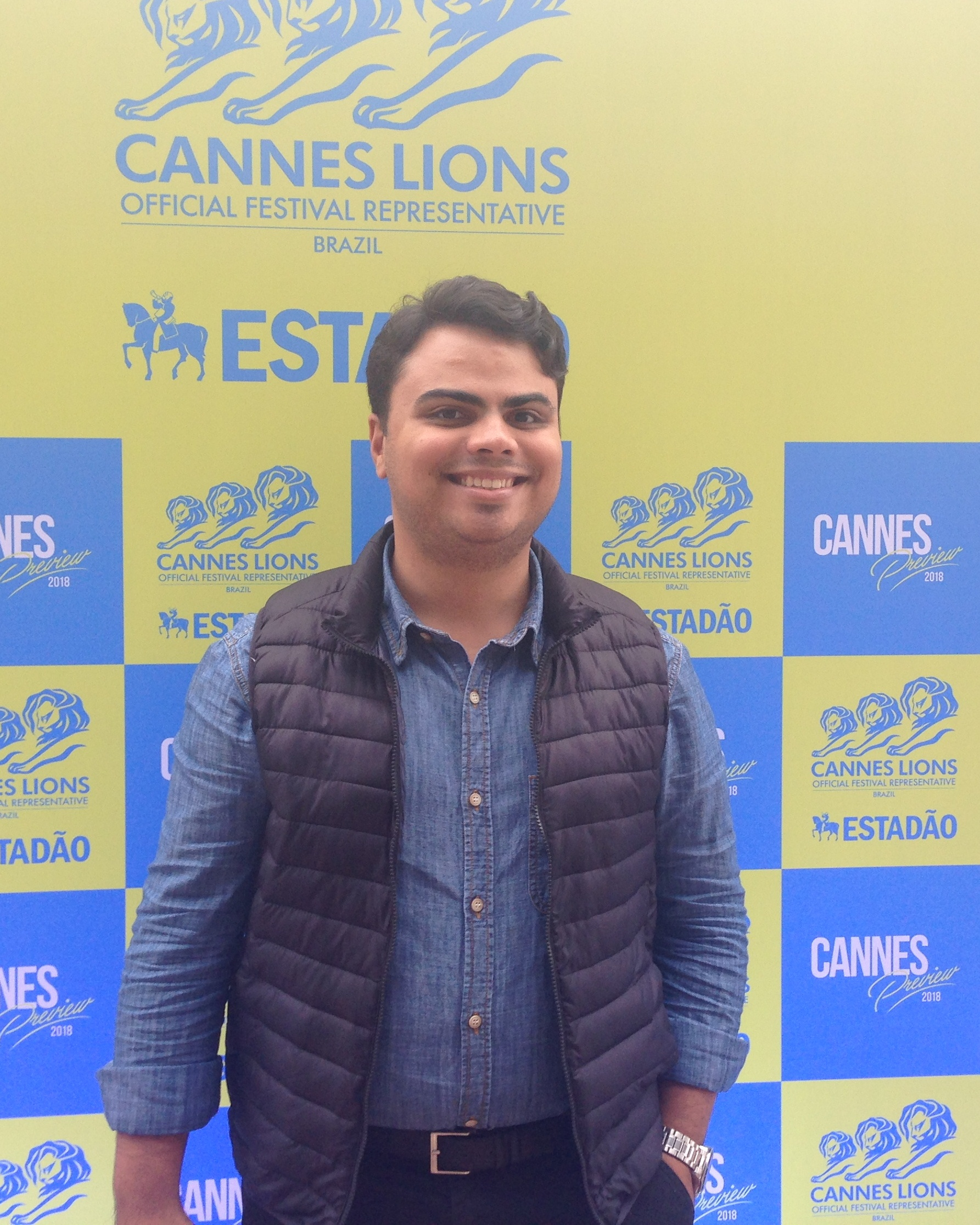
Ítalo Anderson na abertura do Cannes Preview 2018, em São Paulo.

| Ano  | Título          | Cidade         | Editora           |
| ---- | --------------- | -------------- | ----------------- |
| 2014 | Gaveta Aberta   | Rio de Janeiro | Futurarte poesias |
| 2016 | Pelo Ralo       | São Paulo      | Scortecci         |
| 2018 | Pássaros Pretos | São Paulo      | Scortecci         |